# Maciej Węsierski
Maciej Węsierski (ur. 1765, zm. 30 grudnia 1844) – kapłan, proboszcz parafii w Kościelcu Kujawskim, dziekan inowrocławski, kanonik kruszwicki, kanonik Kapituły Metropolitalnej w Poznaniu.
Maciej Węsierski został wyświęcony na kapłana w 1790 roku. W latach 1790–1800 był wikariuszem w Kościelcu Kujawskim, potem do 1807 proboszczem w Parchaniu, po czym wrócił znów do parafii pw. św. Małgorzaty w Kościelcu, której proboszczem był do swojej śmierci w 1844 roku. Był kanonikiem kruszwickiej kapituły kolegiackiej, której został prepozytem, a także kanonikiem honorowym Kapituły Metropolitalnej w Poznaniu. Pochowany w podziemiach kościoła kościeleckiego. Jego portret znajduje się w jednej z kaplic tegoż kościoła.